# Mercado da Capixaba

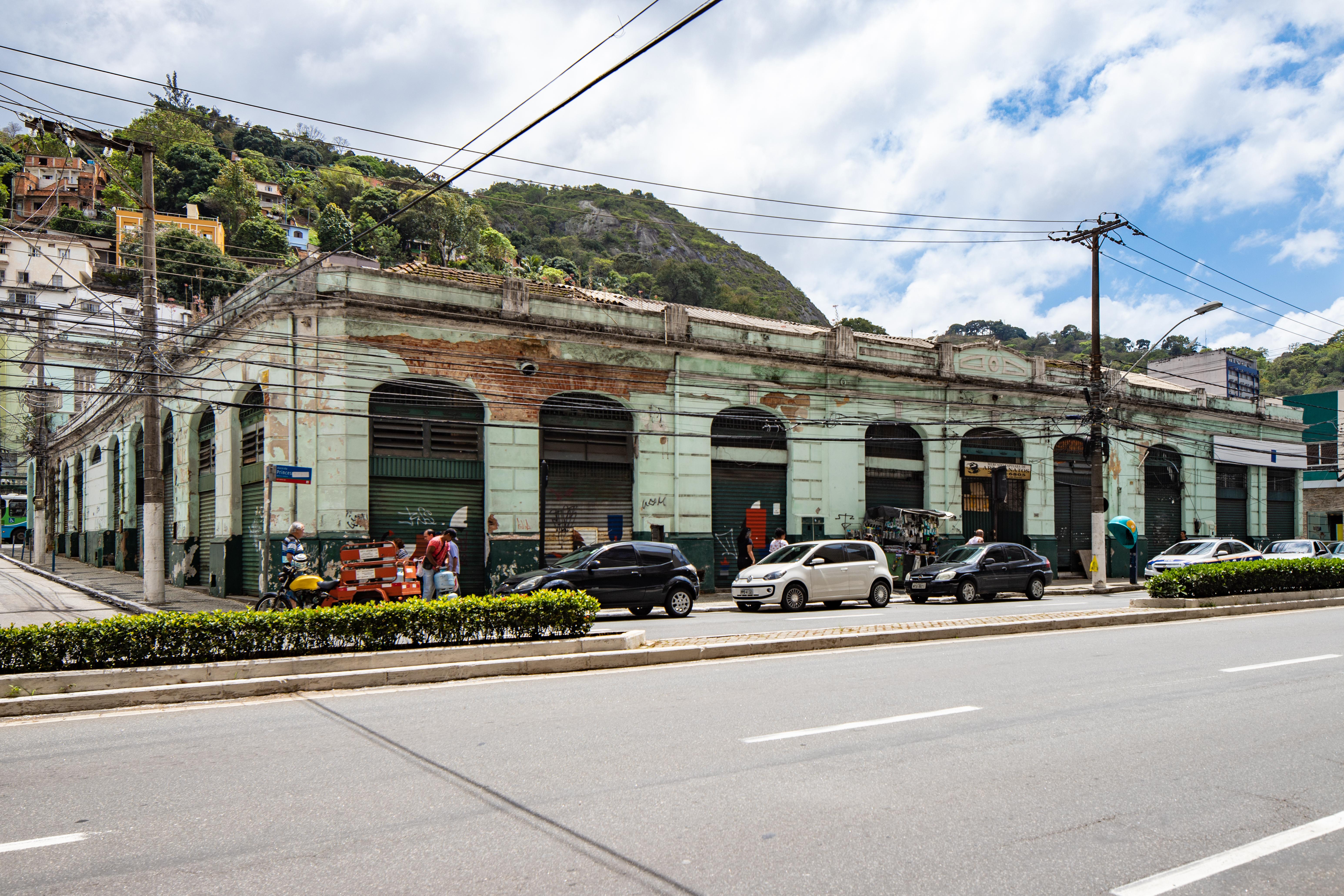
Mercado de la Capixaba

El Mercado de la Capixaba es un edificio construido en el Centro Histórico de la ciudad de Vitória, capital de Espírito Santo.
El inmueble fue construido durante el gobierno de Florentino Avidos en el año de 1926 en la Avenida Capixaba, actual Avenida Jerônimo Monteiro. Posee formas eclécticas y neo-clásicas, fue proyectado por el arquitecto checo Joseph Pitilick para sustituir el antiguo mercado municipal que existía en el mismo lugar y que no atendía las necesidades de la capital capixaba en la época.
El edificio fue tombado por el Conselho Estadual de Cultura en 1983. El 1996 pasó por una gran recuperación y el segundo pavimento del mercado acogió la Secretaría Municipal de Cultura y Turismo. En la noche del 13 de septiembre de 2002 un incendio iniciado en una tienda de materiales deportivos localizada en la planta baja del edificio se propagó y destruyó el techo del segundo pavimento.
Actualmente solamente la planta baja del Mercado da Capixaba funciona como punto de comercio de artesanías. 

## Refenrencias
1. ↑  «Artesanato». www.vitoria.es.gov.br. Consultado el 29 de diciembre de 2016.
2. ↑  «Incêndio destrói prédio histórico do Mercado da Capixaba, em Vitória». www1.folha.uol.com.br. Consultado el 29 de diciembre de 2016.

- Datos: Q28077061
- Multimedia: Mercado da Capixaba / Q28077061